# 戚墅堰区
戚墅堰区是历史上隶属于武进县(1947-1953)和常州市(1953-2015)的一个区。曾经的戚墅堰区位于常州市区东部，以发达的重工业而闻名。其东、南、北方向是武进区，西边连天宁区、新北区。
2015年4月28日，国务院印发《国务院关于同意江苏省调整常州市部分行政区划的批复》，戚墅堰区与武进区合并。

## 历史
戚墅堰宋时因“世族戚氏卜居”而得名，早称戚墅港，属地武进。清雍正四年（1726年）置武进、阳湖两县时属阳湖县辖，辛亥革命后随武进、阳湖合并归入武进。民国18年（1929年）建镇。民国36年（1947年）武进县始设戚墅堰区，时辖戚墅堰、焦溪、横林、洛阳、芙蓉等14个乡镇。1949年4月23日戚墅堰解放，武进县人民政府设址戚墅堰区芳渚。5月新的武进县戚墅堰区建立，初辖10个乡镇，10月起辖14个乡镇。1952年另置剑湖区，戚墅堰区专辖戚墅堰至大明纺织厂一线的市镇地带。1953年划归常州市，设常州市戚墅堰区，辖5个居民委员会。1960年改为戚墅堰人民公社，辖戚墅堰、先行、丁堰3个分社。1961年复名戚墅堰区，辖戚墅堰、先行2个街道。1966年改称卫东区，1980年恢复戚墅堰区名称。1987年，常州市行政区划调整，戚墅堰区增辖丁堰、潞城2乡，实行区管乡新体制。2006年，先行、戚墅堰街道合并，称为戚墅堰街道办事处。丁堰、潞城两镇撤镇改街道。2015年，戚墅堰区与武进区合并，由此戚墅堰区已不复存在。
常州经济开发区继承了戚墅堰区的行政范围并加以扩大，在行政上与区(县、市)同级，成为事实上新的戚墅堰区。

## 行政区划
戚墅堰区辖3个街道：戚墅堰街道、丁堰街道、潞城街道。

## 文化教育
- 戚墅堰实验中学：原戚墅堰机车车辆厂职工子弟中学。
- 常州市第四中学

## 知名企业
- 中国南车集团戚墅堰机车车辆厂：始建于1905年，为中国内燃机车的发展做出了巨大的贡献。特别是五次全国火车的大提速，都是由该厂负责完成。东风11G型柴油机车更是代表了中国内燃机车的先进水平。新曙光号柴动车组机车也是由该厂研制。
- 中国华电集团戚墅堰发电厂

## 名胜古迹
- 圩墩公园：位于常州市戚墅堰区圩墩新石器时代遗址的西侧。建于1988年8月，占地13.33公顷，其中水域5.33公顷。
- 圩墩遗址：至今发现的常州地区最早的原始社会村落遗址，距今5000至6000 年，面积约20万平方米，属马家浜文化，内涵丰富，是太湖流域一处重要的新石器遗址。
- 丁堰果园遗址，位于丁堰镇漕上村排姆果园附近，1986年发现。该遗址距今5000年左右。
- 万安桥：位于戚墅堰东街（老街），明正统五年（1440年）始建。
- 惠济桥：位于戚墅堰老街东首，跨京杭运河（已拆除）。
- 兴隆桥：位于戚墅堰下塘，跨兴隆河（已拆除）。

## 交通
- 铁路：沪宁城际戚墅堰站、京沪铁路戚墅堰站、沿江铁路戚墅堰站（规划）
- 公路：沿江高速公路
- 运河：京杭大运河